# John Wilson (Canada)
Pour les articles homonymes, voir John Wilson et Wilson.
Le major général John Wilson a été administrateur de la colonie du Bas-Canada du 21 mai au 12 juillet 1816. Il a assuré l'intérim entre le départ du lieutenant général Gordon Drummond, qui avait demandé à être relevé de ses fonctions, et l'arrivée du nouveau gouverneur général John Coape Sherbrooke.